# 周期点
在数学中，特别是在迭代函数和动态系统领域，周期点是指被多次迭代后又映射到自身的点。这里的迭代次数叫做周期。周期为1的周期点被称为不动点。

## 迭代函数
设{\displaystyle f}是集合{\displaystyle X}上的自同态函数
{\displaystyle f:X\to X}
若存在{\displaystyle n}，使得
{\displaystyle \ f^{n}(x)=x}
则{\displaystyle x}是周期为{\displaystyle n}的周期点。这里，{\displaystyle \ f^{n}}是{\displaystyle f}的{\displaystyle n}次迭代。使得上式成立的最小正整数被称为最小周期。
设{\displaystyle p}是函数{\displaystyle f(x)}的以{\displaystyle n}为周期的周期点，若
{\displaystyle |(f^{n})^{\prime }|\neq 1}
则{\displaystyle p}是双曲周期点。若
{\displaystyle |(f^{n})^{\prime }|<1}
则称周期点p为吸引子；若
{\displaystyle |(f^{n})^{\prime }|>1}
则称周期点p为排斥子。
若该周期点的稳定流形的维数为0，则称其为源点；若不稳定流形的维数为0，则称其为汇点；若稳定流形和不稳定流形的维数均不为0，则称其为鞍点。

## 动态系统
给定一个连续时间动态系统{\displaystyle (\mathbb {R} ,X,\Phi )}，其中{\displaystyle X}是相空间，{\displaystyle \Phi }是状态转移函数，
{\displaystyle \Phi :\mathbb {R} \times X\to X}
若存在{\displaystyle t>=0}，{\displaystyle x\in X}，使得
{\displaystyle \Phi (t,x)=x\,}
则{\displaystyle x}被称为以{\displaystyle t}为周期的周期点，使上式成立的最小正数{\displaystyle t}被称为最小周期。

### 性质
设{\displaystyle x}是以{\displaystyle t}为周期的周期点，则对于任意实数{\displaystyle s}，{\displaystyle \Phi (s,x)=\Phi (s+t,x)\,}都成立。
设轨迹{\displaystyle \gamma _{x}}经过周期点{\displaystyle x}，则该轨迹上的所有点均为周期点，且最小周期与{\displaystyle x}的最小周期相等。